# Kibatalia laurifolia
Kibatalia laurifolia är en oleanderväxtart som först beskrevs av Henry Nicholas Ridley, och fick sitt nu gällande namn av R. E. Woodson. Kibatalia laurifolia ingår i släktet Kibatalia och familjen oleanderväxter. Inga underarter finns listade i Catalogue of Life.